# Ghasha-Konzession

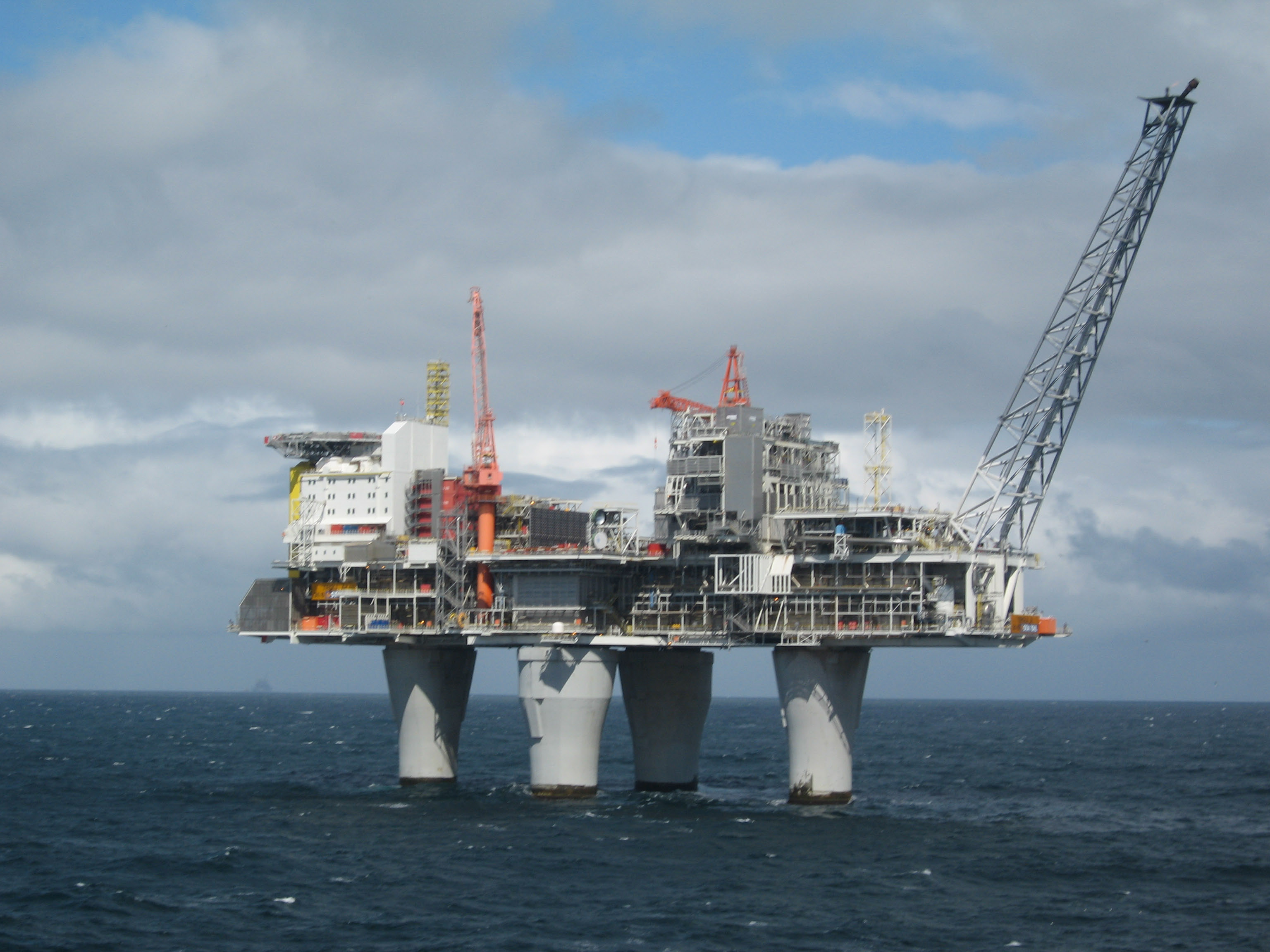
Troll A, größte Erdgas-Förderplattform und größte Bohrinsel der Welt in der norwegischen Ausschließlichen Wirtschaftszone der Nordsee

Chemische Struktur von H_{2}S, Schwefelwasserstoff, Hauptbestandteil von Sauergas

Ghasha-Konzession (auch Hail & Ghasha sour gas fields) bezeichnet das weltweit größte Offshore-Projekt zur Sauergas-Förderung. Hier wird im Persischen Golf westlich von Abu Dhabi vor der Küste der Vereinigten Arabischen Emirate (VAE) in der Al-Dhafra- Region, in ökologisch sensiblem maritimem Umfeld die entsprechende „Up-“ und „Midstream“-Infrastruktur errichtet und betrieben: zehn künstliche Inseln und Wellhead Towers („Bohrkopf-Türme“) mit Bohr- und Förderanlagen auf den zusammen neun Feldern von Erdöl-, Erdgas- und Kondensat-Lagerstätten namens Ghasha, Hail, Hair Dalma, Satah, Bu Haseer, Nasr, SARB, Shuwaihat und Mubarraz.
Bis 2025 soll das Projekt seine volle Kapazität erreichen mit einer Förderung von dann über 40 Mio. Kubikmetern Erdgas (1,5 Mrd. Kubikfuss; „entspricht dem Strombedarf von mehr als zwei Mio. Haushalten“) sowie 120.000 Barrel Rohöl und Gas-Kondensat (Aggregatzustand zwischen gasförmig und flüssig) pro Tag.

## Beteiligte
Als Konsortiums-Partner werden angegeben mit einem Anteil von
- 55 % die staatliche Abu Dhabi National Oil Company der VAE (ADNOC),
- 25 % der italienische Mineralöl- und Energiekonzern ENI,
- 10 % seit November 2018 die deutsche Wintershall Dea,[3][Anmerkungen 1]
- 5 % seit Dezember 2018 der österreichische börsennotierte integrierte Erdöl-, Erdgas- und Petrochemie-Konzern OMV[6] sowie ebenfalls
- 5 % der russische Mineralölkonzern LUKOIL.[4]

Mitte August 2023 wurde bekannt, dass der Präsident der 28. UN-Klimakonferenz in Dubai 2023 (COP 28) und „Klimabotschafter der VAE“ Sultan Ahmed Al Jaber auch Chief Executive Officer (CEO) dieses Joint Ventures unter Beteiligung der LUKOIL ist: Beim Besuch des russischen Präsidenten Wladimir Putin in den Vereinigten Arabischen Emiraten im Oktober 2019 gewährte die emiratische ADNOC der LUKOIL einen Anteil von 5 % an der Ghasha-Konzession, obwohl LUKOIL dort nach der völkerrechtswidrigen Annexion der ukrainischen Halbinsel Krim durch Russland 2014 bereits unter US-Sanktionen stand. Der Beitritt zur Ghasha-Konzession wurde von Vagit Alekperov, Mitbegründer, bis 2022 Präsident und CEO von LUKOIL, und Sultan Ahmed Al Jaber unterzeichnet; die Zeugen des Austauschs der unterzeichneten Konzession, Putin und Scheich Muhammad bin Zayid Al Nahyan, Kronprinz von Abu Dhabi meinten: „Zur Feier der freundschaftlichen Beziehungen zwischen beiden Ländern“. Es ist die erste Beteiligung Russlands an einem ADNOC-Projekt.
ADNOC hat außerdem eine Kooperationsvereinbarung zum Ghasha-Projekt mit dem russischen Staatsfonds Russian Direct Investment Fund (RDIF); diese wurde von Sultan Al Jaber sowie Vagit Alekperov und RDIF-CEO Kirill Dmitriev unterzeichnet, einer der engsten Berater Putins sowie Ehemann und Geschäftspartner von Putins angeblicher Freundin Alina Kabajewa – letztere drei nach dem russischen Überfall auf die Ukraine im Februar 2022 alle unter [US-]Sanktionen. Hier wiederum ist es nach dem russischen Überfall auf die Ukraine im Februar 2022 seit März 2022 im Rahmen von EU-Finanzsanktionen und Beschränkungen des Zahlungsverkehrs verboten, in Projekte, die aus dem RDIF kofinanziert werden, zu investieren, sich an ihnen zu beteiligen oder anderweitig zu ihnen beizutragen.

## Bedeutung
Die fossilen Reserven gehören zu den größten noch zu entwickelnden in den VAE; sie sollen 20 % ihres Energiebedarfs decken können. Für die ADNOC „besitzt die Entwicklung der Ghasha-Konzession strategische Priorität“: Das Gasfeld soll „einen wesentlichen Beitrag dazu leisten, die Gasversorgung der VAE nachhaltig und wirtschaftlich zu gestalten sowie sie unabhängig von Gasimporten zu machen“.
Bei dem hier lagernden Gas handelt es sich teils um Sauergas, für dessen Förderung höchste Sicherheitsstandards eingehalten und spezielle Aufbereitungsanlagen errichtet werden müssen; Wintershall Dea bezeichnet das Projekt als „strategisch entscheidend und technisch äußerst komplex“ sowie „wesentliches Element und Grundstein seiner Wachstumsstrategie in den Arabischen Emiraten“.

## Entwicklung
Die neun Felder sollen über vierzig Jahre Vertragslaufzeit in verschiedenen Phasen erschlossen werden; das Projekt beinhaltet drei große Sauergas- und Kondensat-Entwicklungsprojekte mit dem Bau von Offshore- und Onshore-Anlagen für die Aufbereitung, Verarbeitung und den Transport von Erdgas, Kondensat, Rohöl und Schwefel.
Derzeit (Mitte 2023) werden erste Testbohrungen niedergebracht, die Errichtung der zehn künstlichen Inseln sowie der weiteren Infrastruktur ist in vollem Gang und vier Inseln sind bereits fertiggestellt; Ende 2022 unterzeichneten die Projektbeteiligten ein „Operating Agreement“, mit dem die Bildung einer „Operating Company“ vereinbart wurde.
Die mit 5 % beteiligte OMV entwickelt in drei parallelen Projekten Hail & Ghasha, das Dalma-Projekt mit mehreren Feldern in der Region um Dalma, den Fährhafen von Dschabal az-Zanna und einem Deep-Gas-Entwicklungsprojekt ebenfalls mit mehreren Feldern. Das Megaprojekt Hail & Ghasha erreichte 2022 mehrere Meilensteine: vier der elf künstlichen Inseln wurden fertiggestellt; bei Dalma schreiten die Onshore- und Offshore-Arbeiten im Rahmen der Engineering-, Beschaffungs- und Bauaufträge (Engineering, Procurement and Construction, EPC) voran. Das erste Gas soll hier Mitte des Jahrzehnts gefördert werden.

## Investitionen
- LUKOIL (5 % Beteiligung) investiert zunächst 190 Mio. US-Dollar als Unterzeichnungsgebühr und soll mit seinem Anteil jährlich etwa 300.000 Tonnen Öl und 730 Mio. Kubikmeter Gas produzieren.[5]

## Sonstiges

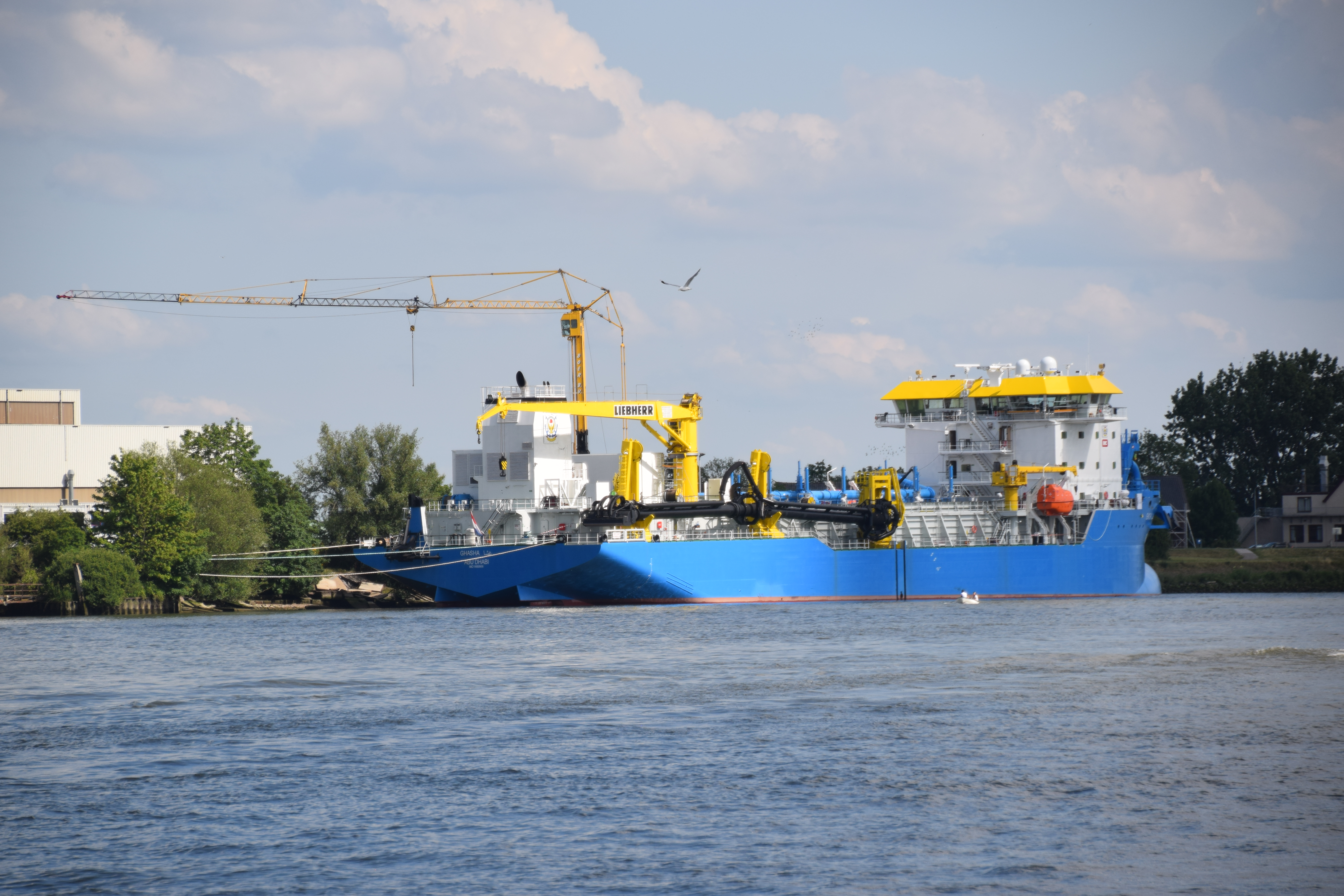
Ghasha Abu Dhabi

- Unter dem Namen „Ghasha Abu Dhabi“ existiert auch ein Schiff.